# Борчердс, Ричард
Ричард Юэн Борчердс (англ. Richard Ewen Borcherds, род. 29 ноября 1959) — британский математик, лауреат международных премий.
Знаменит работами в области теории решёток, теории чисел, теории групп и бесконечномерных алгебр, а также своим образовательным математическим каналом на ютубе.

## Биография
Ричард Борчердс родился в 1959 году в Кейптауне. Его отец был доктором физики и преподавал физику в Кейптаунском университете; двое из трёх братьев Ричарда стали преподавателями математики. Когда Ричарду был один год, его семья перебралась из Южной Африки в Великобританию, и поселилась в Бирмингеме, где отец Ричарда стал преподавателем физики в Бирмингемском университете.
Ричард с детства посещал школу Короля Эдуарда в Бирмингеме, где увлёкся шахматами, и в 14-летнем возрасте стал чемпионом Мидленда среди лиц моложе 21 года. По окончании школы он поступил в Тринити-колледж (Кембридж), где после получения степени бакалавра написал под руководством Джона Конвея диссертацию «Решётки Лича и другие решётки», успешно защищённую в 1985 году.
По окончании колледжа Ричард Борчердс продолжил работать в нём же, однако в 1987—1988 годах работал доцентом в Калифорнийском университете в Беркли (США). После этого он опять работал в Кембридже, а в 1993 году стал профессором математики в Беркли. В 1996 году он опять вернулся в Кембридж, а в 1999 году снова отправился работать в Беркли.

## Признание
- 1992 — Премия Уайтхеда
- 1992 — Премия Европейского математического общества
- 1998 — Филдсовская премия
- Действительный член Американского математического общества (2012)[2]
- член Национальной академии наук США (2014)[3]